# Jasaw Chan Kʼawiil I
Jasaw Chan Kʼawiil I (zm. 734) – władca Tikál. Zasiadł na tronie w roku 682, jego następcą został Yikʼin Chan Kʼawiil w 734 roku.
W 695 roku królowi Tikál, Jasaw Chan K’awiil I, udało się pokonać armię Calakmul pod wodzą króla Yich’aak K’ahk’ i wyzwolić spod jego dominacji.